# GJ 1002
GJ 1002 (auch Gliese 1002) ist ein relativ naher Roter Zwerg im Sternbild Walfisch. Er befindet sich in einer Entfernung von 15,8 Lichtjahren und wird von 2 Exoplaneten umkreist, die sich beide innerhalb oder nahe der habitablen Zone befinden. Die Planeten wurden im Jahr 2022 entdeckt.

## Stern
Der Stern GJ 1002 mit Spektralklasse M5.5 V ist mit etwa 12 % der Sonnenmasse deutlich kleiner als die Sonne. Sein Radius beträgt etwa 14 % des Sonnenradius. Die Leuchtkraft beträgt lediglich etwa 1,4 ‰ im Vergleich zur Sonne.

## Planetensystem
Das System besteht nach gegenwärtigem Stand aus 2 Planeten, die ihren Zentralstern in 10,35 Tagen (GJ 1002 b) sowie 21,20 Tagen (GJ 1002 c) umkreisen. Beide Planeten wurden per Radialgeschwindigkeitsmethode nachgewiesen. Der innere Planet b hat eine Gleichgewichtstemperatur von 231 K was ein sehr ähnlicher Wert zur Erde ist, welche eine Gleichgewichtstemperatur von 254 K hat. Der äußere Planet c hat eine deutlich kühlere Gleichgewichtstemperatur von 182 K, könnte sich unter Umständen noch am äußersten Rand der Habitablen Zone befinden. Auf der Erde führt der natürliche Treibhauseffekt zu einer Erhöhung der durchschnittlichen Temperatur an der Oberfläche auf etwa 15 °C (288 K), was etwa 34 Grad höher ist als die Gleichgewichtstemperatur basierend auf der Albedo. Abhängig von der Zusammensetzung der Atmosphäre kann dieser Effekt jedoch deutlich stärker sein wie im Sonnensystem das Beispiel der Venus zeigt, deren Oberfläche durch den Treibhauseffekt um etwa 500 Grad aufgeheizt wird. Möglicherweise kann die Atmosphäre in einigen Jahren mit dem ANDES Spektrograph am ELT untersucht werden, obwohl die Planeten keine Transits zeigen und nicht vor dem Stern durchziehen. Da der Zentralstern relativ nahe ist, könnte es trotzdem möglich sein.
Abgesehen von der Gleichgewichtstemperatur ist die Lebensfreundlichkeit von Roten Zwergen stark umstritten aufgrund ihrer Tendenz zu starken Ausbrüchen, die die Atmosphäre ihrer Planeten stark beschädigen oder sogar zerstören kann. Bei GJ 1002 scheint es sich jedoch um einen verhältnismäßig ruhigen Roten Zwergen zu handeln. Dennoch führen die große Nähe der Planeten zu ihrem Zentralstern zu wesentlich stärkeren Gezeiteneffekten. Dadurch ist wohl mit einer gebundenen Rotation der Planeten zu rechnen. Deren Effekt kann negativ sein, weil die Planeten ohne Eigenrotation möglicherweise kein Magnetfeld besitzen und entsprechend neben der Strahlung ihres Zentralsterns auch der kosmischen Strahlung ausgesetzt sind.
| Planet (Reihenfolge vom Stern aus) | Entdeckt | Umlaufzeit (Tage) | Große Halbachse der Bahn (AU) | Mindestmasse (Erdmassen) | Gleichgewichts- temperatur (K) |
| ---------------------------------- | -------- | ----------------- | ----------------------------- | ------------------------ | ------------------------------ |
| b                                  | 2022     | 10,35 ± 0,03      | 0,046 ± 0,001                 | 1,08 ± 0,13              | 231 ± 7                        |
| c                                  | 2022     | 21,20 ± 0,01      | 0,074 ± 0,002                 | 1,36 ± 0,17              | 182 ± 5                        |